# Фармакогеноміка
Фармакогеноміка вивчає роль геному в лікарській відповіді. Свою назву (фармако- + геноміка) відображає поєднання фармакології та геноміки. Фармакогеноміка аналізує, яким чином генетичний код людини впливає на його/її реакцію на ліки. Вона має справу з впливом отриманих та спадкових генетичних варіацій реакція на препарат у пацієнтів шляхом співвіднесення експресії генів або однонуклеотидних поліморфізмів з фармакокінетики і фармакодинаміки (всмоктування, розподіл, метаболізм та елімінація препарату), а також як цільові ефекти при впливі на рецептор. Термін фармакогенетика часто використовується взаємозамінно з фармакогенетиків. Хоча обидва терміни відносяться до препарат на основі генетичних впливів, фармакогенетика орієнтована на один препарат-генних взаємодій, в той час як фармакогеноміка охоплює більш повногеномний асоціативний підхід, що включає геноміка та епігенетика , маючи справу з наслідками реакції декількох генів на препарат.
Фармакогеноміка прагне розробити засоби раціональної оптимізації лікарської терапії щодо пацієнтів з генотипом, щоб забезпечити максимальну ефективність при мінімальних побічних ефектах. На основі використання фармакогеномики, є надія, що лікування фармацевтичними препаратами може відрізнятися від підходу, що охрестили як "одну дозу-підходить-всім". Фармакогеноміка також дозволяє лікарям брати до уваги гени їх пацієнта, функції цих генів, і як це може вплинути на ефективність пацієнта в даний момент або в майбутньому методи лікування (та, де це можливо, дає пояснення провалу процедури). Такі підходи обіцяють появу точної медицини і навіть персоналізованої медицини, в якій ліки оптимізовані для пацієнтів або навіть для кожної людини, враховуючи унікальний генетичний код. ,  Для пацієнтів, які мають недостатній терапевтичний відповідь на лікування, альтернативні методи лікування можуть бути приписані, що б найкращим чином задовольнити їх вимоги. Для того, щоб забезпечити фармакогеномічні рекомендації для даного препарату, двома можливими типами вхідних даних можуть бути використані: генотипування або экзома або повне геном секвенування. Секвенування надає набагато більше даних, включаючи виявлення мутацій.

## Історія
Фармакогеноміка була вперше визнана Піфагором близько 510 до н. е.., коли він зробив зв'язок між небезпекою споживання фава квасол та гемолітичною анемією та окисним стресом. Цікаво, що дане визначення було валідовано і списано на дефіцит Г6ФД в 1950-х роках і називається фавізм.
Хоча першого офіційного публікації датуються до 1961 року, близько 1950-х років відзначається неофіційний зачатки цієї науки. Повідомлень про тривалих паралічах і фатальних реакцій, пов'язаних з генетичною варіацією у хворих, яким не вистачало бутіріл-холінестерази ('псевдохолинестераза') після введення ін'єкції сукцинілхоліна  під час наркозу були вперше опубліковані в 1956 році. Фармакогенетичний термін був вперше введений в 1959 році Фрідріхом Фогель Гейдельбергом, Німеччина (хоча деякі газети припускають, що це був 1957 рік).  Термін фармакогенетика почали з'являтися приблизно в 1990-х роках.
Перше FDA затвердження фармакогенетического тестування у 2005 році (для алелей CYP2D6 і CYP2C19).

## Лікарський метаболізм ферментів
Існує декілька відомих генів, які в значній мірі відповідальні за відхилення у метаболізмі ліків. В центрі уваги цієї статті залишаться гени, які більш широко поширені.
- Цитохром P450s
- VKORC1
- TPMT

### Цитохром Р450
Найбільш поширеним фармацевтично-метаболизируючий фермент є Цитохром Р450. Термін Цитохром Р450 був придуманий Омура і Сато в 1962 році Людський цитрохром Р450 складається з 57 генів, з 18 родин і 44 підродин. Ферменти, які поділяють 35-40% ідентичності віднесені до однієї і тієї ж сім'ї на арабські цифри, і ті, які поділяють 55-70% становлять особливу підродину з місця лист. Наприклад, CYP2D6 відноситься до сімейство 2, підродина D, з ген номером 6.
З клінічної точки зору, найбільш часто випробувані CYPs включають: CYP2D6, СYР2С19, СYР2С9, участю CYP3A4 та CYP3A5. Ці гени впливають на метаболізм приблизно 80-90% існуючих ліків. У таблиці наведено резюме деяких ліків.
| СYР2С9  | 10    | Толбутамід, ібупрофен, мефенамінова кислота, тетрагідроканнабінол, лозартан, диклофенак                      |
| СYР2С19 | 5     | Мітриптилін, діазепам, омепразол, прогуаніл, гексобарбітал, пропранолол, іміпрамін                           |
| CYP2D6  | 20-30 | Метопролол, пропранолол, кодеїн, декстрометорфан, клозапін, дезипрамін, галоперидол, амітриптилін, іміпрамін |
| СYР3А4  | 40-45 | Еритроміцин, етинілестрадіол, ніфедипін, тріазолам, циклоспорин, амітриптилін, іміпрамін                     |
| CYP3A5  | <1    | Еритроміцин, етинілестрадіол, ніфедипін, тріазолам, циклоспорин, амітриптилін, альдостерон                   |

#### CYP2D6
Також відомий як дебризохін гідроксилази (названий в честь препарату, який призвів до її відкриття), CYP2D6 є найбільш відомим і вивченим CYP гена. Це ген має великий інтерес також завдяки своїм високо поліморфній природі, і участь у перетворені великої кількості ліків, метаболізмі. Більше 100 генетичних варіантів CYP2D6 були визначені.

#### CYP2C19
Виявлений на початку 1980-х, СYР2С19 є другим найбільш вивченим і добре відомим геном в фармакогеноміці. Понад 28 генетичних варіантів були визначені для СYР2С19, який впливає на обмін речовин декількох класів препаратів, таких як антидепресанти та інгібітори протонної помпи.

#### CYP2C9
CYP2C9  становить більшість з підродини CYP2C, що становить приблизно 20% складу печінки. Він бере участь у метаболізмі приблизно 10% всіх лікарських засобів, які включають в себе препарати з вузьким терапевтичним вікном, такі як варфарин і толбутамід. Налічується близько 57 генетичних варіантів, пов'язаних з CYP2C9 .

#### CYP3A4 і CYP3A5
У CYP3A сім'я- удосталь міститься в печінці, на участь CYP3A4 припадає 29% печінки зміст. Ці ферменти також складають від 40-50% від загальних приписаних ліків, на  CYP3A4 припадає 40-45% цих препаратів. CYP3A5 має більше 11 генетичних варіантів, виявлених на момент цієї публікації.

### VKORC1
VKORC1 відповідає за фармакодинаміку варфарину. VKORC1 разом з СYР2С9 корисні для визначення ризику кровотечі під час призначення варфарину. Варфарин діє шляхом інгібування VKOR, який кодується геном VKORC1.

### TPMT
TPMT  бере участь у 6-MP метаболізмі і TPMT активності  генотипу TPMT, як відомо, впливають на ризик токсичності. Надмірні рівні 6-MP може спричиняти мієлосупресію і мієлотоксичність.
Кодеїн, клопідогрель, тамоксифен, і варфарин кілька прикладів ліків, які мають метаболічних шлях наведений вище.

## Прогностичність в прописуванні ліків.
Генотипи пацієнтів, як правило, поділяється на такі передбачені фенотипи:
- Ультра-Швидкий метаболізм: пацієнти з високою метаболітичною активністю.
- Екстенсивний метаболізм: нормальна метаболітична активність.
- Середній метаболізм: пацієнти зі зниженою метаболітичною активністю.
- Низький метаболізм: пацієнти з практично відсутнім метаболізмом.

Дві екстремуми цього спектру- низький метаболізм і ультра-швидкий метаболізм. Ефективність лікарського засобу залежить не тільки на основі вищевказаних метаболічних станів, але і типу препарату. Лікарські засоби можуть бути розділені на дві основні групи: активні препарати і проліки. Активні препарати відносяться до лікарських засобів, які інактивують в процесі обміну речовин, а проліки є неактивні, поки вони не метаболізують в активну форму.

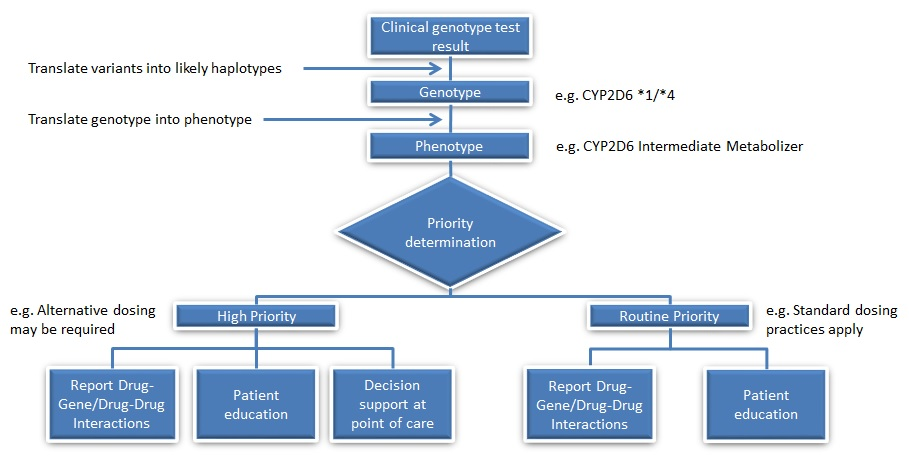
Загальний процес, як функціонує фармакогеноміка.

## Додаток
У списку нижче представлено кілька широко відомих застосувань фармакогеноміки:
- Підвищення безпеки лікарських засобів,
- Індивідуальні процедури для задоволення унікальної генетичної схильності пацієнта,
- Визначення оптимального дозування,
- Поліпшення виявлення наркотиків орієнтованого на хворобу людини,
- Поліпшення доказового принципу при випробувані ефективності.

Фармакогеноміка може бути застосована в кількох областях медицини, в тому числі лікування болю, кардіології, онкології і психіатрії. Також може використовуватися в судовій патології, в якій фармакогеноміка може бути використано для визначення причини смерті в смерті що спричинена лікарським засобом, де немає результатів використовуючи аутопсію.
При серцево-судинних захворювань, основною проблемою є відповіддю на лікарські засоби, включаючи варфарин, клопідогрель, бета-блокатори і статини.